# Andropogon reedii
Andropogon reedii är en gräsart som beskrevs av Charles Leo Hitchcock och Erik Leonard Ekman. Andropogon reedii ingår i släktet Andropogon och familjen gräs.
Artens utbredningsområde är Kuba. Inga underarter finns listade i Catalogue of Life.